# São Vicente e Granadinas nos Jogos Olímpicos de Verão de 2008
São Vicente e Granadinas participou dos Jogos Olímpicos de Verão de 2008, em Pequim, na China. O país estreou nos Jogos em 1988 e essa foi sua 6ª participação.

## Desempenho

### Atletismo
Masculino
| Atleta      | Evento     | Preliminares | Preliminares | Quartas de final | Quartas de final | Semifinal   | Semifinal   | Final       | Final       |
| Atleta      | Evento     | Marca        | Posição      | Marca            | Posição          | Marca       | Posição     | Marca       | Posição     |
| ----------- | ---------- | ------------ | ------------ | ---------------- | ---------------- | ----------- | ----------- | ----------- | ----------- |
| Jared Lewis | 100 metros | 11s00        | 63º          | Não avançou      | Não avançou      | Não avançou | Não avançou | Não avançou | Não avançou |

Feminino
| Atleta           | Evento     | Preliminares | Preliminares | Quartas de final | Quartas de final | Semifinal   | Semifinal   | Final       | Final       |
| Atleta           | Evento     | Marca        | Posição      | Marca            | Posição          | Marca       | Posição     | Marca       | Posição     |
| ---------------- | ---------- | ------------ | ------------ | ---------------- | ---------------- | ----------- | ----------- | ----------- | ----------- |
| Kineke Alexander | 400 metros | 52s87        | 32º          |                  |                  | Não avançou | Não avançou | Não avançou | Não avançou |